# Helenactyna
Helenactyna es un género de arañas araneomorfas de la familia Dictynidae. Se encuentra en la Isla Santa Elena.

## Lista de especies
Según The World Spider Catalog 12.0:
- Helenactyna crucifera (O. Pickard-Cambridge, 1873)
- Helenactyna vicina Benoit, 1977